# Alalompolo (sjö i Finland)
Alalompolo är en sjö i Finland. Den ligger i kommunen Enare i landskapet Lappland, i den norra delen av landet, 900 km norr om huvudstaden Helsingfors. Alalompolo ligger 148,2 meter över havet. Arean är 27,6 hektar och strandlinjen är 2,77 kilometer lång. Sjön  ingår i Pasvik älvs huvudavrinningsområde. 